# لوحات تسجيل المركبات في ألمانيا

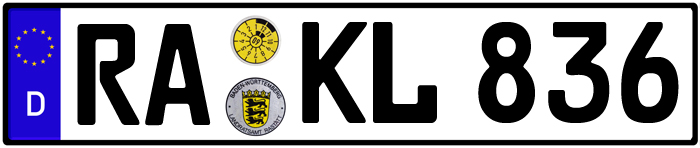
لوحة سيارات من ألمانيا

لوحة تسجيل السيارات هي وسيلة لتحديد المركبات تصدرها سلطات تسجيل السيارات. تستخدم رموز السيارات كدليل على التصريح للمركبات بالسير على الطرق الرسمية لسلطة المرور بالإضافة إلى كونها شهادة تسجيل للسيارات لمالكيها. وإلى جانب هذه الرموز توجد لوحات خاصة بالمركبات غير الملزمة بالتسجيل ولكن ملزمة بالتأمين.
ترمز الحروف الأولى في لوحة التسجيل للقضاء أو للمدينة غير التابعة للأقضية.